# Warme Fischa
Die Warme Fischa (auch Kleine Fischa) ist ein Bach im östlichen Niederösterreich. Sie entspringt in den Fischauer Vorbergen im Bereich des Fischauer Thermalbads im Gemeindegebiet von Bad Fischau und fließt durch Wiener Neustadt, Lichtenwörth, Eggendorf, Ebenfurth und Pottendorf, wo sie in die Leitha mündet. In der Schmuckerau in Wiener Neustadt, einem an dem Bach gelegenen Erholungsgebiet, teilt sich der Flusslauf kurzfristig, der entstehende Nebenarm wird auch Hammerbach genannt. Zuflüsse sind u. a. das Brunner Teichwasser und die aus der Neuen Welt durch die Schlucht von Emmerberg kommende Prosset.
Bemerkenswert ist erstens die Quelltemperatur von konstant 19 °C (vgl. Kalte Fischa) und zweitens, dass die Warme Fischa im Stadtgebiet von Wiener Neustadt unter dem Wiener Neustädter Kanal hindurchfließt, der seinerseits auf einer Kanalbrücke über sie hinwegfließt. Diese Tatsache, nämlich dass zwei Gewässer übereinander fließen, ist auch eines der sieben Wunder von Wiener Neustadt.

## Bilder

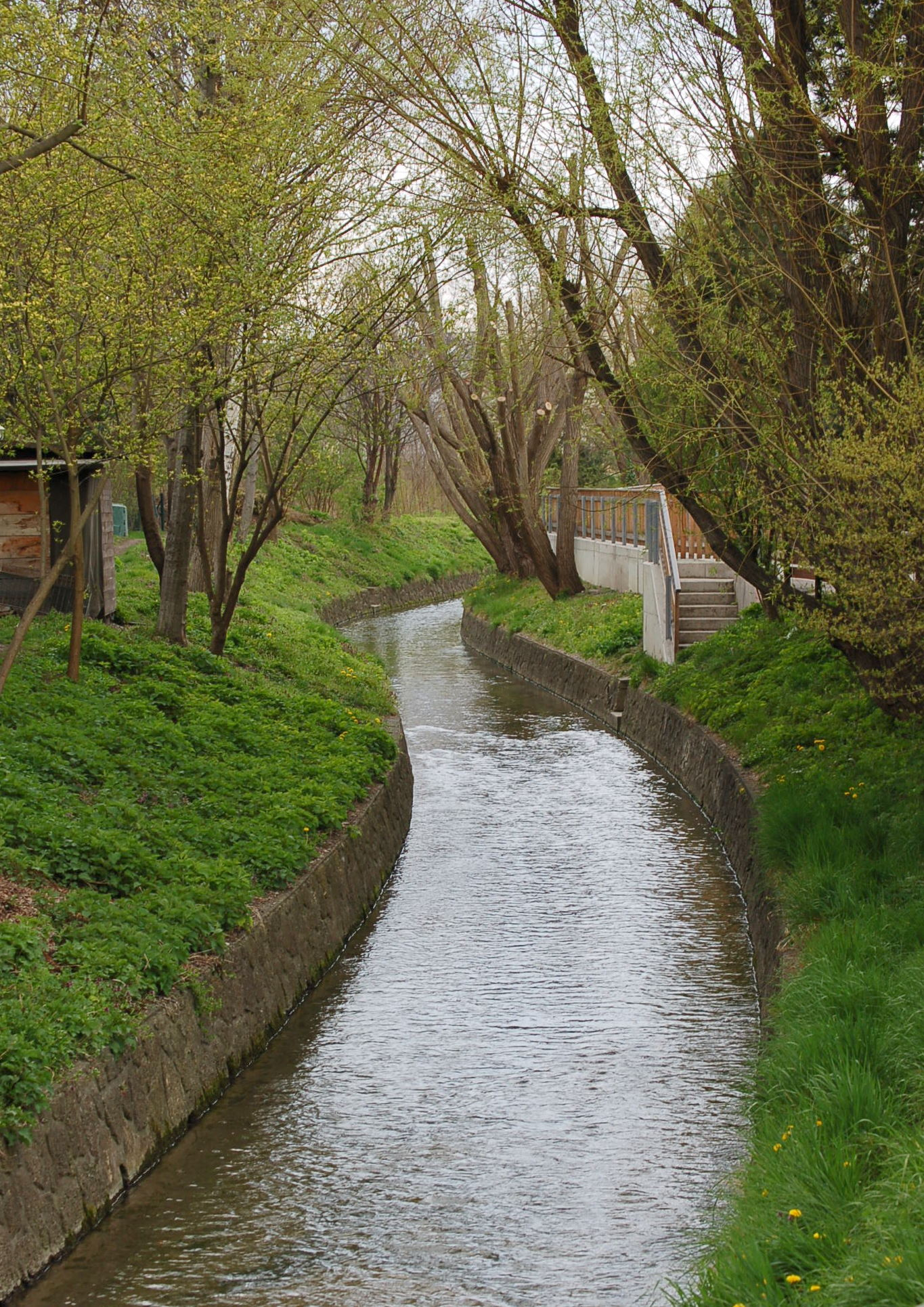
Der „Fischabach“ im Stadtgebiet von Wiener Neustadt
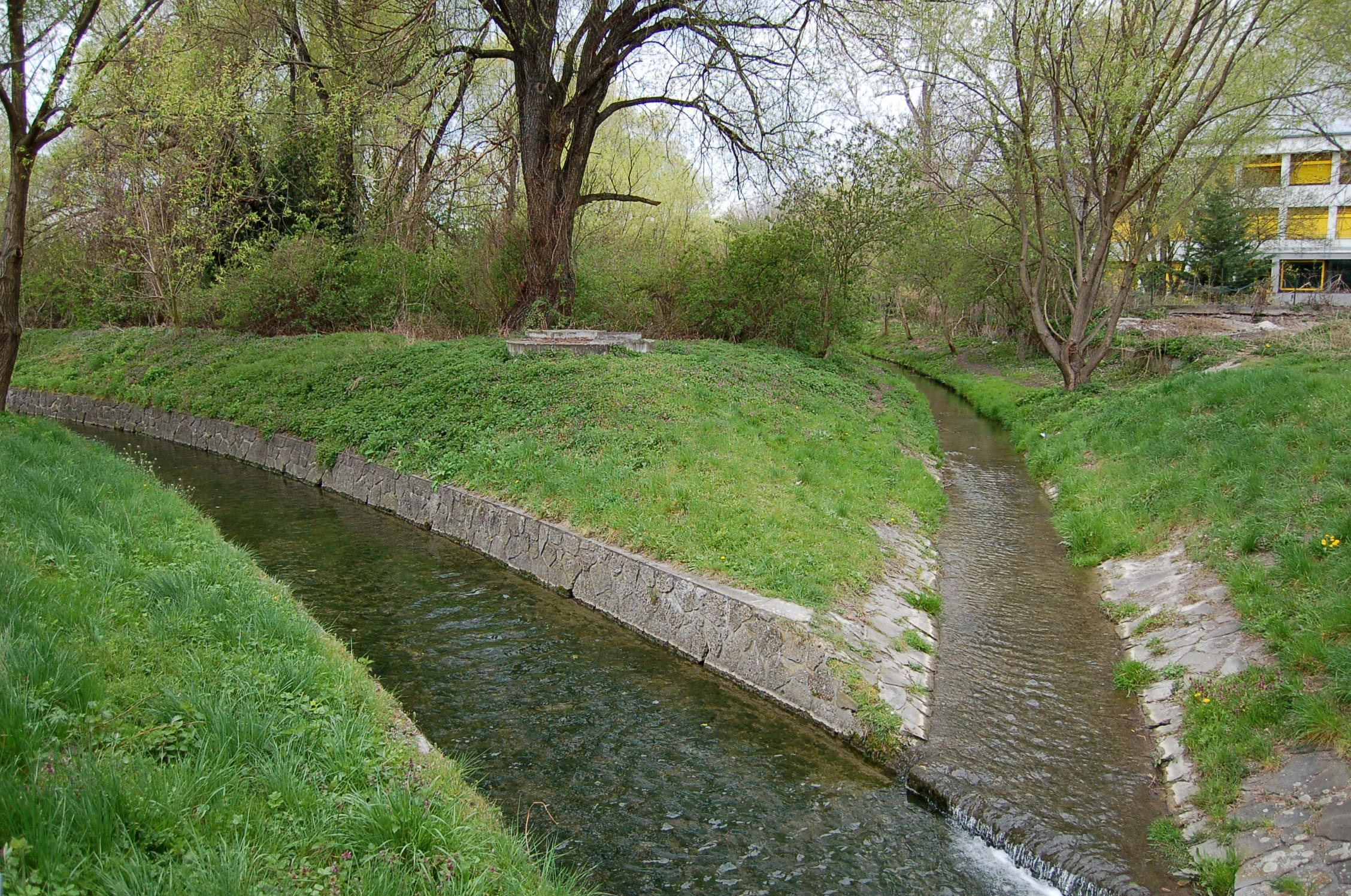
Zusammenfluss von Warmer Fischa und Hammerbach
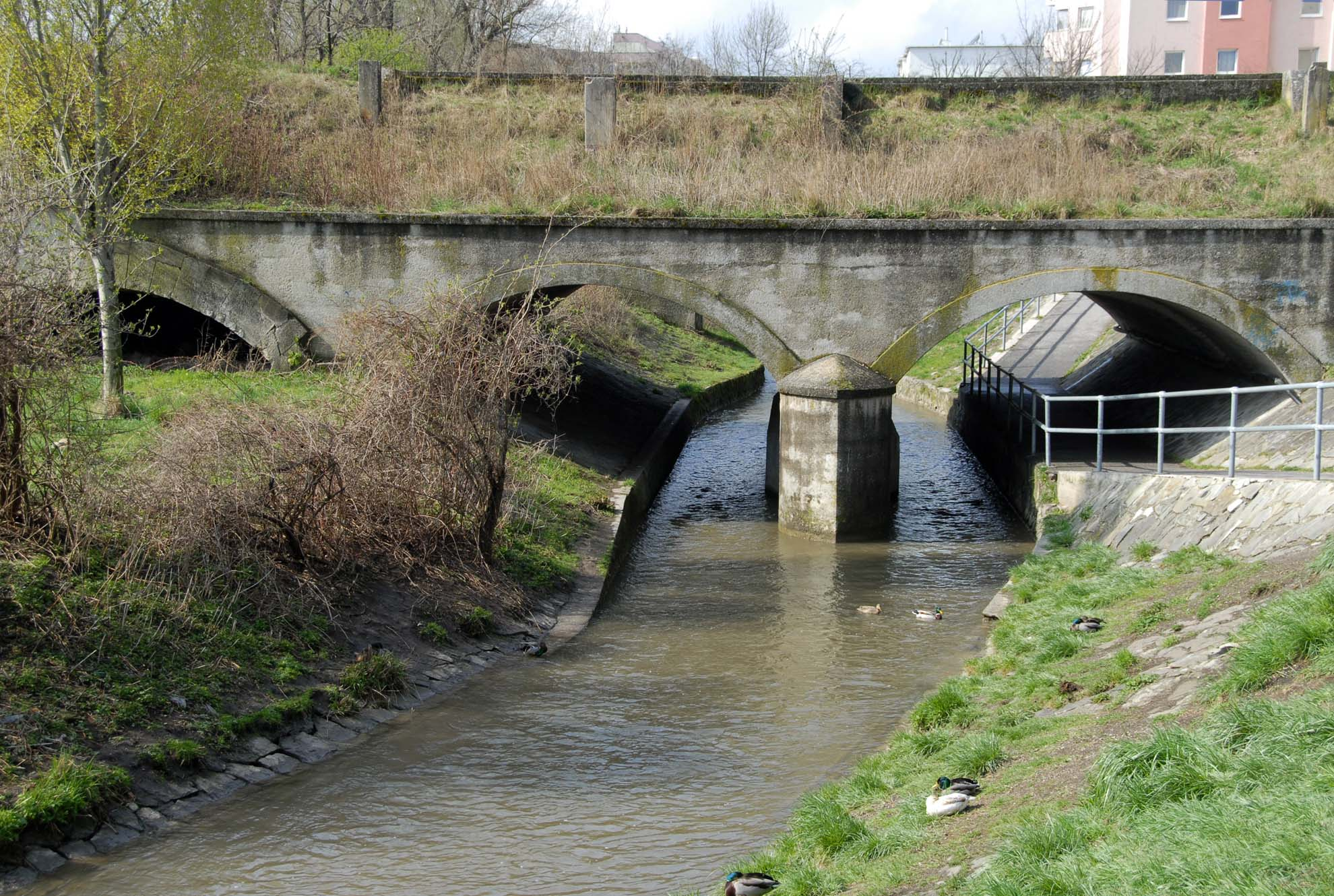
Die Warme Fischa unter dem Wr. Neustädter Kanal